# Бебьяк, Петер
Петер Бебьяк  (родился в 1970 году в Чехословакии) — словацкий актер, режиссёр, продюсер и сценарист. В 2001 году вместе с Растиславом Шестаком основал продюсерскую компанию DNA Production Company.

## Фильмография

### Кино
| Год                  | Название                                | Режиссёр                  | Производство      |
| В качестве актёра    | В качестве актёра                       | В качестве актёра         | В качестве актёра |
| -------------------- | --------------------------------------- | ------------------------- | ----------------- |
| 2001                 | Гана и её братья/Hana a jej bratia      | Владимир Адасек           | Словакия          |
| 2003                 | Неверные игры/Neverné hry               | Михаэла Павлатова         | Чехия Словакия    |
| 2011                 | Ангелы/Anjeli                           | Роберт Шведа              | Словакия          |
| В качестве режиссёра |                                         |                           |                   |
| 1996                 | Чудо/Miraculus (короткометражный фильм) | Петер Бебьяк              | Словакия          |
| 2010                 | Голоса/Voices (короткометражный фильм)  | Петер Бебьяк и Юрий Корец | Словакия          |
| 2011                 | Абрикосовый остров/Marhuľový остров     | Петер Бебьяк              | Словакия          |
| 2012                 | Зло/Zlo                                 | Петер Бебьяк              | Словакия          |
| В качестве продюсера |                                         |                           |                   |
| 2007                 | Демоны/Démoni                           | Роберт Шведа              | Словакия          |
| 2011                 | Абрикосовый остров/Marhuľový остров     | Петер Бебьяк              | Словакия          |

1. 1 2  Также выступал в качестве сценариста.

### Телевидение
| Год                  | Название                                                    | Режиссёр(ы)                                                                          | Производство                    |
| В качестве актёра    | В качестве актёра                                           | В качестве актёра                                                                    | В качестве актёра               |
| -------------------- | ----------------------------------------------------------- | ------------------------------------------------------------------------------------ | ------------------------------- |
| 1992                 | Мост/Most                                                   | Любо Коцка                                                                           | Чехословакия                    |
| 1994                 | Конец летних каникул/Koniec veľkých prázdnin (ТВ сериал)    | Милослав Лютер                                                                       | Австрия Чехия Словакия Словения |
| 2002                 | Квартет/Quartétto                                           | Лаура Сивакова                                                                       | Чехия Словакия                  |
| 2008                 | Продолжай улыбаться                                         | Павол Корец                                                                          | Словакия                        |
| В качестве режиссёра |                                                             |                                                                                      |                                 |
| 2008                 | Город теней/Место tieňov (ТВ-сериал)                        | Петер Бебьяк, Гейза Дезорз, Роберт Шведа                                             | Словакия                        |
| 2008                 | Криминальная полиция "Ангел"/Kriminálka "Anděl" (ТВ-сериал) | Петер Бебьяк, Роберт Шведа, Гейза Дезорз, Дан Влодарчик, Иржи Хлумский, Иван Покорны | Чехия                           |
| 2009                 | Радио/Rádio (ТВ-сериал)                                     | Петер Бебьяк, Гейза Дезорз, Миро Роганский, Ян Саболь, Роберт Шведа                  | Словакия                        |
| 2009                 | Как я выжил/Ako som prežil (ТВ-сериал)                      | Петер Бебьяк, Роберт Шведа, Альберт Волк, Матуш Либович, Гейза Дезорз                | Словакия                        |
| 2009                 | Oсуждённые/Odsúdené (ТВ-сериал)                             | Петер Бебьяк, Роберт Шведа                                                           | Чехия Словакия                  |
| 2010                 | Aферы/Aféry (ТВ-сериал)                                     | Петер Бебьяк, Роман Фабиан, Гейза Дезорз                                             | Словакия                        |
| 2011                 | Невиновные/Nevinní (ТВ-сериал)                              | Петер Бебьяк                                                                         | Словакия                        |
| 2011                 | Доктор Людский/Dr.Ludsky (ТВ-сериал)                        | Петер Бебьяк, Роберт Шведа                                                           | Словакия                        |
| В качестве продюсера |                                                             |                                                                                      |                                 |
| 2010                 | Аферы/Aféry (ТВ-сериал)                                     | Петер Бебьяк, Роман Фабиан, Гейза Дезорз                                             | Словакия                        |

## Внешние ссылки
- Бебьяк, Петер (англ.) на сайте Internet Movie Database